# Свято-Троїцька церква (Бушеве)
Свято-Троїцька церква — чинна церква у селі Бушеве, яка навіть попри обшиття пластиковою вагонкою залишається одним із найкращих зразків дерев'яної церковної архітектури Київщини. Пам'ятка архітектури національного значення. УПЦ МП. Дерев'яна дзвіниця поряд сучасна, зведена на місці оригінальної дзвіниці 1750 року, що 1970 року була перенесена до Переяславського скансену.

## Історична довідка
Село Бушеве до 1946 року називалося Пруси. На околицях села збереглися залишки двох поселень (І тис. до н. е.), городище укріпленого селища (XI-XIII ст.) та ціла група курганів (III-I тис. до н.е.). 
В селі в 1760 році було збудовано храм на честь Святої Трійці. Деякі ресурси помилково свідчать, що храм цей було збудовано графинею Олександрою Браницькою, але це не могло бути так, бо на той час вона була ще маленькою дитиною. Розташований храм на пагорбі посеред села на кам’яному фундаменті. Церква трикупольна. На захід від храму стояла дерев’яна дзвіниця, що була в 1970 році перевезена до Переяславського державного музею народної архітектури та побуту.
На даний час дзвіницю біля храму відновлено. Храм є пам’яткою архітектури національного значення.
Настоятель - протоієрей Артемій Глущенко.
Метричні книги, клірові відомості, сповідні розписи церкви Пресвятої Трійці с. Пруси XVIII ст. - Київського воєв., з 1797 р. Васильківського пов. Київської губ.; ХІХ ст. - Рокитнянської (за ін. джерелами Острівської) волості Васильківського пов. Київської губ. зберігаються в ЦДІАК України. http://cdiak.archives.gov.ua/baza_geog_pok/church/prus_001.xml [Архівовано 8 січня 2019 у Wayback Machine.]

## Архітектура

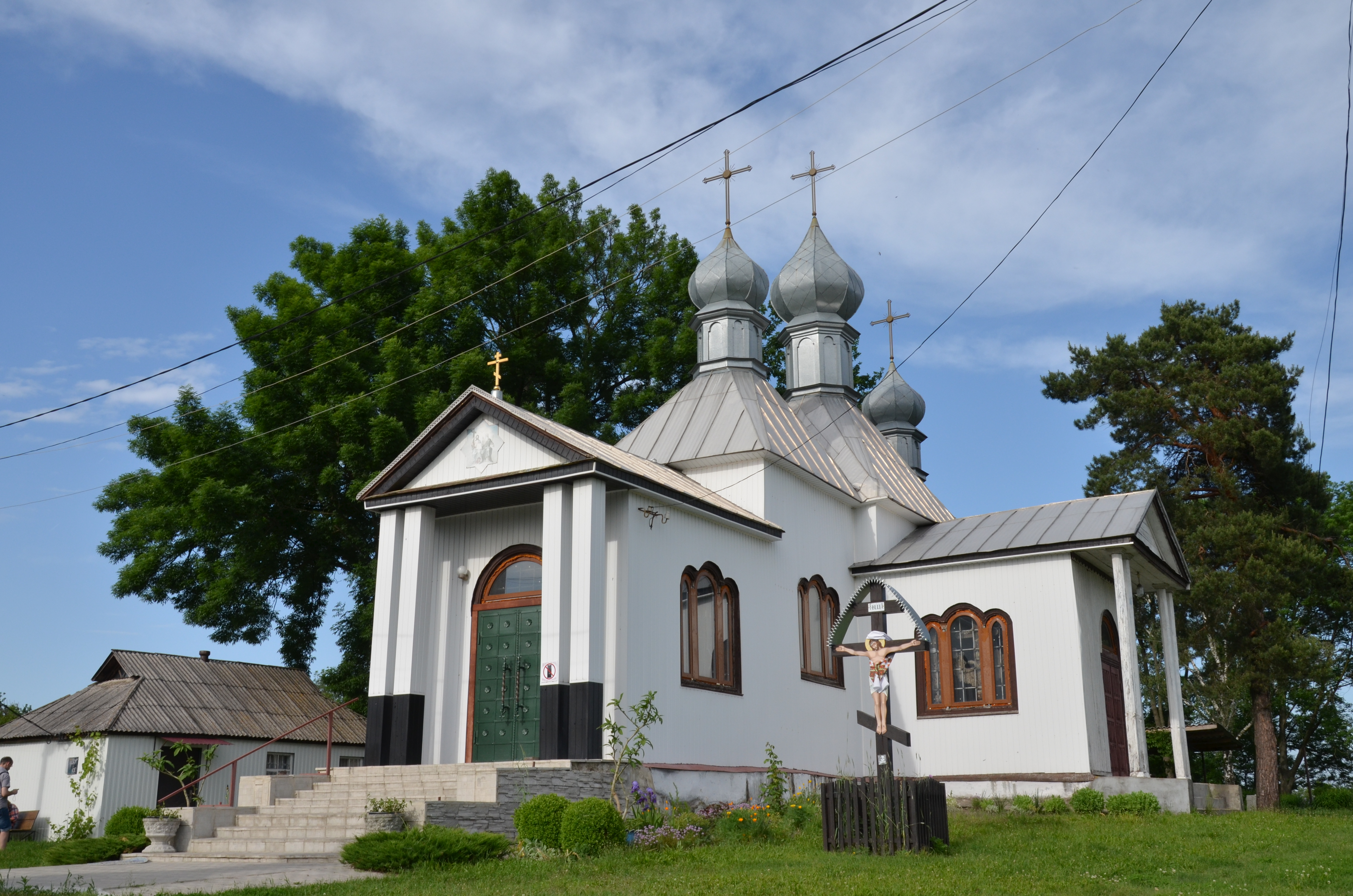
Троїцька церква (дер.), село Бушеве

Дерев'яна на кам'яній основі з трьома глухими куполами. За типом церква тризрубна. З трьох сторін в XIX в. до центральних зрубам були зроблені прибудови з незвичайними чотириколонними дерев'яними портиками з трикутними фронтонами і трехчастними вікнами. Стіни ошальовані в XIX ст.
Витончена композиція центральній частині будівлі та цікаві дерев'яні портики ставлять пам'ятник у ряд найкращих зразків української дерев'яної архітектури Правобережжя. Троїцькій церкві поталанило менше, ніж її власній дзвіниці. Останню ще у 1970-х перемістили до Переяславського музею просто неба, де вона радує око й понині. Споруда чудово доглянута і, очевидно, є єдиною збереженою дзвіницею «галерейного» типу, зафіксованого на малюнках Де ля Фліза в багатьох селах Київщини. Всередині ж зберігся прекрасний іконостас кінця XVIII століття. 